# Argumentationsfel
Argumentationsfel, även kallat fallasi och bedrägliga argument är argument som ser ut som ett bra argument av en speciell typ, men som i själva verket inte är det. Det kan vara irrelevanta argument vid saklig debatt eller felaktighet i ett logiskt resonemang (logiskt felslut). Vid saklig debatt leder argumentationsfel ofta till felaktiga slutsatser. Vissa former av argumentationsfel är retoriskt effektiva och kan nyttjas medvetet för att lura en motståndare. Exempel är ledande frågor, åldersargument utan relevans och misstänkliggöranden.
Att känna igen argumentationsfel kan vara svårt, men det är nyttigt att känna till dem då det underlättar analys av resonemang och debatter. En kunnig retoriker kan påpeka gjorda argumentationsfel för att minska debattmotståndarens trovärdighet.
Aristoteles var den första som systematiskt studerade argumentationsfel.

## Typer av argumentationsfel
Det finns huvudsakligen två typer av argumentationsfel: logiska felslut och fallasier.[[Wikipedia:Introduktion till källhänvisningar|[källa behövs]]]
- Logiska felslut är slutsatser som inte följer från premisserna, vilket innebär att argumenten är ogiltiga. Logiska felslut kan antingen vara formella eller informella.
  - Formella felslut (eller syllogistiska felslut) är oberoende av språket, vilket innebär att man endast behöver veta argumentets struktur för att veta om argumentet är giltigt eller ogiltigt. Formella felslut kan därför uttryckas helt och hållet med symboler, och dessa argument är alltid deduktivt ogiltiga.
  - Informella felslut är beroende av språket, vilket innebär att man förutom argumentets struktur också måste veta något om sammanhanget innan man kan utvärdera om argumentet är bra eller dåligt.
- Fallasier är "någonting som ser ut som ett bra argument av en speciell typ, men som i själva verket inte  är det".[2] Ordet fallasi kommer från det latinska fallere som betyder att luras eller bedra. Fallasier kan därför ses som en bredare kategori som innehåller både formella och informella felslut, liksom argument som inte nödvändigtvis handlar om argumentens logiska slutledning.

Man kan också vända på frågan och i stället fråga vad det är som gör ett argument bra. Det är vanligen att argumentet inte innehåller några fallasier.

## Logiska argumentationsfel
Bygger på en förvrängning av logikens lagar.

### Felaktig kombination
Att två fenomen förekommer var för sig betyder inte med nödvändighet att de förekommer tillsammans.
- En del av A har egenskapen X
- En del av A har egenskapen Y
- Alltså har en del av A egenskaperna X och Y

Eller:
- Vissa länder har en kung
- Vissa länder har en president
- Alltså har vissa länder en kung och en president

Eller:
- Ingen katt har två svansar
- En katt har en svans mer än ingen katt
- Alltså har en katt tre svansar

### Syllogistiska fel
En syllogism kan direkt jämföras med en slutledningsregel, det vill säga ett sätt att från två premisser dra en slutsats. Begreppet härstammar från Aristoteles och hans syllogistik räknas som en av det exakta tänkandets största triumfer.
Som en ingrediens i västerländsk utbildning var Aristoteles lära om syllogismerna länge ett sidostycke till Euklides, och i många länder ingick den i gymnasiernas läroplan långt in på 1900-talet. I dag har syllogistiken endast ett historiskt intresse.
Exempel på syllogismer är följande:
- Premiss: Alla A är B
- Premiss: Alla B är C
- Slutsats: Alla A är C

- Premiss: Alla A är B
- Premiss: Några A är C
- Slutsats: Några B är C

Exempel på syllogistiska fel är då:
- Premiss: Alla A är B
- Premiss: Alla B är C
- Slutsats: Alla C är A (det kan finnas C som inte är B och B som inte är A)

Ett "verkligt" exempel:
- Alla foliehattar är knäppgökar
- Alla knäppgökar är konstiga
- Alla foliehattar är konstiga (rätt)
- Alla konstiga är foliehattar (fel)

### Fel isatslogik

#### Omvänd implikation
Ett mycket vanligt argumentationsfel är att blanda ihop antecedenten och konsekventen i en implikation. Exempel:
- Om Gud finns kan Gud skapa människor
- Människor finns
- Alltså finns Gud

#### Förväxling avinklusionoch exklusion
Att tolka ett exklusivt "eller" som inklusivt, eller vice versa. Alltså att göra fel på om något kan vara båda eller enbart det ena av två olika fall. 
- Newton var matematiker eller fysiker
- Newton var matematiker
- Alltså var Newton inte fysiker

### Fel med kvantitativ logik
Kvantitativ logik är den del av satslogiken som grundar sig på begrepp som "några" och "vissa".

### Orsak/tidssamband
Post hoc ergo propter hoc (Efter detta, därför till följd av detta), att förväxla ett tidssamband med ett orsakssamband. Exempel:
- Jag drömmer om flygolyckor
- Ett flygplan havererar
- Alltså havererar flygplan för att jag drömmer om dem

eller
- Rävsvansextrakt botar förkylning. Jag hade varit genomförkyld i över en vecka, men så åt jag rävsvansextrakt och blev frisk på tre dagar.

(Sannolikheten för att personen skulle ha varit förkyld mer än tio dagar i sträck med eller utan rävsvansar är låg.)

### Delning och sammansättning (komposition)
Att hävda att det som gäller delarna av en helhet också gäller helheten och vice versa.
Exempel:
- Människor har medvetande
- En fot är en del av en människa
- Alltså har en fot medvetande

eller
- Alla som röstat på Miljöpartiet är för deras miljöpolitik

- 90 % har inte röstat på Miljöpartiet, alltså är 90 % emot Miljöpartiets miljöpolitik

eller
- Jag kan lyfta en hundrakilosvikt
- Alltså kan jag lyfta hundra enkilosvikter samtidigt

eller
- Vi gör nio kvinnor gravida och föder barnet efter en månad

## Statistiskaargumentationsfel
Statistiska argumentationsfel är argument grundade i felaktiga tolkningar av statistik.

### Icke representativt urval
Visar sig ofta i form av Anekdotisk bevisföring.
Exempel:
- Jag känner många gamla människor som röker, alltså kan det inte stämma att rökare dör i förtid!

### Icke representativt urval vid jämförelse
Man väljer exempelvis ett fördelaktigt, statistiskt avvikande exempel på A och ett ofördelaktigt, statistiskt avvikande exempel på B och låter påskina att dessa exempel är representativa för A och B. Beroende på vilka exempel man väljer kan man ge sken av att A och B antingen ligger längre från varandra, eller är mera likvärdiga, än vad som verkligen är fallet.  
Exempel: 
- Byggarbetare har bättre jobb än banktjänstemän. För tänk er bara att sitta ensam i ett litet unket kontor, skyffla papper och göra urtråkiga sifferexerciser hela dagarna medan musklerna förtvinar och ryggen förstörs. Medan en byggarbetare har ett jobb som engagerar kropp och sinnen och befrämjar hälsan. Byggarbetaren slipper stänga in sig i nåt litet rum utan kan vara utomhus i solen och vara social med trevliga kollegor runt omkring sig.

### Confounding
(Orsakssamband / Kausalitet)
Confounding innebär ett felaktigt antagande att en statistisk korrelation mellan A och B visar att A orsakar B eller B orsakar A. Det kan finnas en dold faktor C som förorsakar både A och B. Detta kallas även för cum hoc ergo propter hoc, latin för "med detta, därför på grund av detta". 
Exempel:
- Åtta av tio som äter läkemedel är sjuka. Därför blir man sjuk av att äta läkemedel.
- Många som äter sallad är tjocka! Sallad skapar alltså fetma!
- Många som har gulfärgade fingrar drabbas av lungcancer. Alltså orsakar gula fingrar lungcancer.

I det första exemplet ovan kan det lika gärna vara så att man äter läkemedel eftersom man är sjuk, men det kan också vara så att det finns en tredje variabel som orsakar båda sakerna, som i det tredje exemplet.

### Åklagarens argumentationsfel
En kombination av osannolika händelser har inträffat, alltså är det inte troligt att det endast är slumpen som ligger bakom.
Exempel:
- X har tilldelat sig själv royal straight flush i ruter på given i ett pokerparti. Sannolikheten för det är 1/2 598 960. Alltså fuskar X med en sannolikhet större än 99,99996 %.

Sannolikheten för fusk är nog stor, men inte 99,99996 %. Så många pokerpartier som spelas måste detta någon gång inträffa utan fusk. Dessutom saknar färgen ruter, eller ens vilken vinnande hand det är fråga om överhuvudtaget, betydelse för sannolikheten för fusk. Genom att välja ut sannolikheten för just denna enstaka händelse i argumentationen höjs "fuskprocenten" ytterligare, men sannolikheten för fusk vore nog lika stor oavsett färg eller vinnande hand.

### Felaktig användning av produktregeln
Produktregeln för sannolikheter säger att den totala sannolikheten för att en serie oberoende slumpvisa händelser ska inträffa är produkten av sannolikheten för dessa händelser ska inträffa var för sig.
Exempel:
- Ett mord begicks i Stockholm den 3 maj 1999. Mördaren var en man i blå jacka, gröna byxor, skägg och mustasch, han bar svart portfölj och försvann i en vit bil.

Inge Fager har skägg och mustasch. Han var i Stockholm på tjänsteresa 3 maj 1999 (han är bara där en dag per år) iklädd blå jacka (som han använder ungefär varannan dag), gröna byxor (som han har i medeltal en dag av fem) och bar sin svarta portfölj (vilken han bara har då han är på tjänsteresa, ca en dag per månad). Inge Fagers bil är vit (ungefär var tionde bil är vit). Bara ca en av tio män har mustasch och en av tjugo har skägg.
Sannolikheterna för detta sammanträffande är:
- Inge i Stockholm: P = 1/365 = 0,00274
- Inge har blå jacka: P = 0,5
- Inge har gröna byxor: P = 0,2
- Inge har skägg: P = 0,05
- Inge har mustasch: P = 0,1
- Inge har portfölj: P = 1/30 = 0,033
- Inge har vit bil: P = 0,1

Total sannolikhet 1/219 000 000
Stockholm har drygt en miljon invånare, hälften av dessa män. Produkten av sannolikheterna är en på 219 miljoner. Alltså är Inge skyldig med en sannolikhet på 99,99 %.
Felet är här att man fokuserat på sannolikheten för att Inge skulle befinna sig i Stockholm morddagen och ha denna kombination av kläder och övriga attribut istället för att räkna ut hur många av männen i Stockholm förutom Inge som kan tänkas stämma på signalementet.
Vidare är sannolikheterna inte oberoende, "i Stockholm på tjänsteresa" och "har portfölj" är beroende eftersom Inge bara har portföljen på tjänsteresa. Likaså har många som har skägg även mustasch.

### DonnellysHIV-testparadox
Antag att det finns ett HIV-test som visar rätt med 99 % sannolikhet. 
- En slumpvis utvald person testas med detta HIV-test. Testet visar positivt. Alltså har personen HIV med sannolikheten 99 %.

Felet här är att man inte tar med sannolikheten för att ha HIV över huvud taget. Om exempelvis 1/1 000 av befolkningen har HIV får man i medeltal 10 "falsklarm" (ungefär ett på hundra) på varje riktig HIV-positiv man hittar om urvalsgruppen verkligen är slumpmässig. Sannolikheten för att den utvalda personen har HIV är alltså, trots testets höga tillförlitlighet, bara ca 1/11 (en på {en HIV-positiv + 10 falsklarm}).

### Statistisk skalning
Exempel:
- Sverige består till 90 % av naturområden
- Alltså består större delen av Göteborgstrakten av naturområden

eller
- Det här landet har hög BNP per person
- Alltså har alla landets invånare hög inkomst

eller
- Personen före mig i kön till incheckningen på hotellet var en turist från Moçambique
- Omöjligt, de är jättefattiga och har inte råd att åka till Sverige

### Försummande av undantag
Exempel:
- Nästan alla fåglar kan flyga.
- Pingviner är fåglar.
- Alltså kan pingviner flyga.

eller
- Forskning har visat att kvinnor har starkare immunförsvar än män.
- A är kvinna och B är man.
- Alltså har A starkare immunförsvar än B.

Ett sorts undantag är när en princip inte gäller för större antal. Exempel:
- Det går alltid in en till i bussen eller En asylsökande till kan vi alltid ta emot

Om detta gäller utan undantag, kan man genom matematisk induktion bevisa att det går in oändligt många i bussen eller det finns plats för oändligt många asylsökande.
Eftersom det finns gränser, innebär det att påståendena inte gäller alltid.

## Avledning, irrelevanta argument
Avledningsargument, att presentera ett irrelevant argument (även om det är sant) för att överföra argumentationen från sakfrågan. Kallas ignoratio elenchi på latin och red herring på engelska.

### Konsekvensargument
Konsekvensargument stöder sig på att den tes man stöder sig på, eller tro på tesens sanningshalt, innebär goda konsekvenser. Ett vardagligt namn på detta argumentationsfel är "önsketänkande".
- Vi vill komma till himmelriket efter detta liv
- Alltså finns himmelriket

#### Hot
Argumentum ad baculum ('argument till käppen', med innebörden "när argumenten tryter"), att använda hot om våld för att nå en slutsats. Exempel: 
- Du tror att kärnkraften är ofarlig 
 - Alltså kommer dina barn att dö tidigt i cancer

eller
- Ta tillbaka det du sa, annars...

Argumentet bygger helt på hotet. Konsekvenser som är effekter av ett visst handlande, finns inte med som argumentationsfel. Att hota någon för att vinna en argumentation – som exempelvis om en polis hotar slänga dig i arresten om du inte håller med om att det är fel att köra full (trots att du aldrig kört berusad), är argumentum ad baculum. Sättet ligger nära argumentum ad consequentiam – du vill inte x, gör därför inte handling som leder till x.

#### Muta
Att erbjuda motpart eller åhörare en förmån vid acceptans av ståndpunkten.
- Gå med i vårt parti, vi har många snygga killar/tjejer
- Rösta på parti X så får du högre bidrag
- Rösta på parti X så får du sänkt skatt

### Genetiska argumentationsfel
Genetiska argument hänvisar till trovärdigheten hos de personer som har formulerat eller stödjer en tes i stället för själva tesen.

#### Personangrepp –argumentum ad hominem
Ad hominem-argument eller argumentum ad hominem ("argument mot personen"), är ett osakligt argument då man angriper motståndaren som person istället för vederbörandes sakargument. Det retoriska greppet består i att försöka få motståndaren att som person inte framstå som trovärdig i ämnet eller debatten.
- En tjockis som du ska inte stå och moralisera över vad vi äter
- Män förstår sig inte på det här, eftersom män inte har känslor
- Kvinnor förstår sig inte på det här, eftersom kvinnor inte kan tänka rationellt

Det finns tre kriterier för när ett argument blir ett ad hominem-argument. För det första måste det finnas en debatt, för det andra måste en part lägga fram ett argument, och för det tredje måste motparten svara på argumentet med att beskriva den andras karaktär som ett skäl för att inte acceptera argumentet. Allmänna personangrepp, som exempelvis att bara kalla någon "Idiot!", är därför inte ad hominen-argument då det inte bemöter ett argument.

#### Kan du bättre själv?
En variant av ad hominem är att bemöta en kritiker med att påstå att vederbörande inte kan göra det bättre själv. Även om den som kritiserar inte kan göra bättre själv behöver det inte betyda att vederbörande inte är kvalificerad att uttala sig i frågan.
- Jag tycker inte att Jimi Hendrix var en speciellt skicklig gitarrist.
- Om du inte kan spela bättre själv ska du inte uttala dig.

#### Tu quoque-argument
Latin för "du också". Rättfärdigande av något genom att hänvisa till att den anklagande också besitter samma fel. Kallas i Språkrådets nyordslista 2018 för "whataboutism".
- Varför ska jag plocka undan min disk? Förra veckan hade du en massa disk framme!

#### Folkets argument –argumentum ad populum
Ex: Två miljarder människor kan inte ha fel – kristendomen är sann
Man utgår från att läran är sann för att många tror på den istället för att många tror på den eftersom den kanske är sann.

#### Auktoritetstro– Argumentum ad verecundiam (argument till vördnad)
Det är en typ av genetiskt argument där argumentets giltighet bedöms efter vilken (ofta akademisk) auktoritet utsändaren har.
Form:
P1: Auktoritet A påstår att P är sant.
S1: Alltså är P sant.
P1: Kemiprofessor Blomqvist vill införa körkort på cykel.
S1: Körkort på cykel är bra.
Exempel: "...fem läkare skrev på DN-debatt att lagförslaget var dåligt" – alltså är lagförslaget dåligt. Även om lagförslaget handlar om biodling, för vilket medicinska kunskaper är irrelevanta.
Även om avsändaren är kunnig inom området, kanske inte vederbörande är opartisk.
P1: Chefen för flygvapnet hävdar att vi måste fördubbla antalet stridsflygplan.
S1: Alltså måste vi det.

#### Guilt by associationochnazistargumentet
Guilt by association (eng. ’klander genom association’) är en vanlig typ av argumentationsfel, som begås då en part påpekar en likhet mellan motpartens åsikter och ett referensobjekt (som är klandervärt) och därmed antyder att motpartens åsikter i andra frågor är klandervärda.
P1: A innehåller B
P2: A innehåller även C
S1: alltså innehåller alla B även C
P1: Peter röker pipa.
P2: Peter ljög för mig.
S1: Alla som röker pipa ljuger.
Ett vanligt exempel på guilt by association är reductio ad Hitlerum, även argumentum ad Hitlerum eller mer vanligen nazistargumentet där referensobjektet är Adolf Hitler eller nazister. Slutsatsen är här att allt vad Hitler och nazisterna befattade sig med var fel och rakt igenom oönskat. 
P1: Hitler var vegetarian
P2: Hitler var ond
S1: Vegetarianism är av ondo.
P1: Nationalsocialisterna reformerade skolsystemet
P2: Nationalsocialisterna var auktoritära
S1: Ett reformerat skolsystem blir auktoritärt
Ofta kan argumentet reduceras genom att opponenten lägger fram sitt argument, som sedan följs av motargumentet ...precis som Hitler. Eller att man återanvänder opponentens argument, men med en Hitler-association; "EU-samarbetet har verkligen enat Europa" motargument; "Även Hitler ville ena Europa"

#### Honour by association
- Moder Teresa var katolik och en god människa
- Alltså är alla katoliker goda

- Tjejen i glassreklamen är glad och leende
- Man blir glad av att äta denna glass

### Två fel gör ett rätt
Att påpeka ett problem hos motståndarens (eller en tredje parts) ståndpunkt i stället för att bemöta ett problem hos den egna.
Exempel:
- Du klandrar mig för att jag har stulit tusen kronor, men det finns andra som stulit tio gånger så mycket

Att hitta språkfel eller irrelevanta sakfel är ett vanligt sätt i debatter, särskilt i internetdebatter.
- Jag tycker att det är bättre att ta bilen för att det ofta är fel på tågrällsen. - Där har du fel, det stavas tågrälsen.
- Jag tycker att det är bättre att ta bilen för att det ofta är fel på tågrälsen. - Där har du fel, det heter järnväg.
- Jag tycker att det är bättre att ta bilen för att SJ har ofta fel på tågrälsen. - Där har du fel, det är Trafikverket som ansvarar för spåren.

### Kompensation - belöning eller straff
Att påtala en parts heder och argumentera för en irrelevant belöning, alternativt påtala en parts vanheder och argumentera för ett irrelevant straff.
Exempel:
- Pol Pot beordrade massmord
- Alltså förtjänar han inte att finnas med i uppslagsverken

### Misstänkliggörande
Att misstänkliggöra motståndaren för att tillhöra en klandervärd grupp, med anledning av att gruppen skulle vinna på vederbörandes ståndpunkt. Kallas på engelska "poisoning the well". Detta är inget argumentationsfel i strikt mening, utan snarast ett exempel på oärlig debatteknik.
Form:
- Du argumenterar för A
- A innebär en fördel för gruppen X
- Gruppen X är dålig
- Alltså tillhör du sannolikt gruppen X, och är således en dålig människa

Exempel:
- Du tycker att drogförsäljning ska tillåtas
- Alltså är du förmodligen knarklangare

En variant av misstänkliggörande är att hänvisa till någon annan, för att undvika bli beskylld för att hitta på, och för att försvåra motbevis.
- Istället för att säga "X sysslar med ohederligheter".
- Kan man säga "Det finns uppgifter om att X sysslar med ohederligheter".

### Misstänkliggörande (av känslomässiga motiv)
Att beskylla eller insinuera att debattören har låga/fula känslomässiga drivkrafter bakom sin argumentation. Till exempel avundsjuka, girighet, fåfänga, hat eller behov av att få uppmärksamhet.
Exempel:
- Argument för/emot könskvotering i bolagsstyrelser bemöts med att debattören hatar kvinnor/män.

- Argument mot att vissa jobb/poster har för höga löner, eller mot underklädesreklam på offentliga platser, bemöts med "jag tror att du bara är avundsjuk".

- Argument för ökat stöd till hemlösa bemöts med att debattören bara vill se god ut i andras ögon (fåfänga).

Det är självklart möjligt att debattören drivs av dylika känslor i någon mån. Men sådana beskyllningar är irrelevanta och avledande så länge de används för att undvika de argument som faktiskt framförs.

### Halmdocka
En halmdocka eller halmgubbe (eng. straw man) är en karikatyr av motståndarens ståndpunkt, som det är lättare att angripa än den verkliga ståndpunkten.
Exempel:
- Kristna debattörer är konservativa och vill alltså totalförbjuda abort, binda kvinnor vid spisen och stänga ner hela samhället på söndagarna.

## Övriga varianter

### Ålder och nyhet
Att förespråka/motarbeta något bara för att det är ungt eller gammalt, i de fall då åldern är irrelevant.
Exempel:
- Prostitution är världens äldsta yrke
- Alltså ska prostitution tillåtas

eller
- Den här prylen har precis kommit ut på marknaden
- Alltså ska ni köpa den

eller
- Detta läkemedel har använts i tusentals år
- Alltså är det bra

eller
- Människan har ätit kött i flera tusen år
- Alltså är det fel att inte äta kött.

### Bevisbördeargument
Bevisbördeargument är försök att belägga motståndaren med en bevisbörda som man själv avstår från, enligt modellen "jag har rätt så länge du inte kan bevisa motsatsen". Även kallat bevisbördesflytt.

#### Frånvaron av bevis
Argumentum ad ignorantiam (argument till okunnigheten), att hävda att frånvaron av bevis är ett bevis. Jämför med Russells tekanna.
Exempel: 
- Vetenskapen har aldrig bevisat att rymdvarelser inte besöker jorden
- Alltså lever rymdvarelserna mitt ibland oss

Eller motsatt:
- Vetenskapen har aldrig bevisat att rymdvarelser besöker jorden
- Alltså lever inga rymdvarelser ibland oss

En vanlig variant är argument till den personliga okunnigheten, att hävda att eftersom debattören inte känner till eller förstår bevisen för något, så är detta något falskt.
Exempel:
- Jag förstår inte hur rymden kan vara oändlig.
- Alltså är rymden ändlig.

#### Omvänd bevisbörda
Påminner om frånvaro av bevis. Man undviker att föra fram argument/bevis för något, genom att på ett okonventionellt eller absurt – 'omvänt' – sätt hävda att det istället är motparten som ska bevisa/argumentera för motsatsen.  
Exempel:
- Jaså, du är emot den här reformen vi föreslagit. Nå, bevisa då varför den är dålig.
- Jag anser att staten bör finansiera ett centrum för Yeti-forskning. Alla som är emot måste först bevisa att Yetin inte existerar.

#### Frånvaron av motargument
Argumentum e silentio (argument till tystnaden), att hänvisa till att debattmotståndaren inte har kommit med motargument, och därför dra slutsatsen att vederbörande har fel.
Exempel:
- Efter fyra timmar har han inte kommit med något svar
- Alltså har jag rätt

### Svartvit argumentation
Svartvit argumentation, falsk dikotomi eller falskt dilemma innebär en falsk förutsättning att alla möjligheter utom två är uteslutna.
Exempel:
- Du vill inte att våldtäktsmän ska avrättas
- Alltså vill du att våldtäktsmän ska gå fria

eller
- Alla som inte är för oss är mot oss

Motsvarigheten, där det faktiskt bara finns en möjlighet men någon framlägger en kompromiss, kallas falsk kompromiss.
Exempel:
- Några hävdar att jorden är rund medan andra säger att den är platt
- Det är därför troligt att den är något mittemellan

### Sluttande plan
Sluttande plan, eller slippery slope, innebär att man utnyttjar en kedja av liknande fenomen för att jämföra helt olika saker eller för att bevisa en framtida händelseutveckling. Argumentet är giltigt om det är säkert att hela kedjan håller, men om kedjan har svaga punkter är argumentet som sådant ogiltigt. Allmänt gäller att ju längre kedja, desto högre sannolikhet för svaga punkter.
Exempel:
- Det börjar med en knappnål och slutar med en silverskål.
- Att förbjuda affischering på elskåp är början till censur. Censur leder till förtryck och förtryck är ett kännetecken på diktatur. Diktatur leder till fattigdom och svält för folket. Alltså måste man få sätta affischer på elskåp.

### Jämföra äpplen och päron
Att jämföra saker eller kategorier som inte (utan vidare) kan jämföras.
Ett allmänt exempel är om man har två saker, A och B som skiljer sig åt ifråga om x, men även i fler hänseenden såsom w,y,z... o.s.v. (som kan vara svåra att uppskatta). Då jämför man äpplen och päron om man bara tittar på x hos A och B och på grund av denna jämförelse sedan antyder eller säger att A är bättre än B. 
Man kan t.ex. inte jämföra huvudrätter med efterrätter enbart i fråga om nyttighet, eftersom rätterna äts i olika syften och i olika mängder och olika ofta. 

### Språkliga mångtydigheter –ekvivokation
Att utnyttja flera betydelser av ett ord eller en fras för att dra felaktiga slutsatser.
Exempel:
- USA:s republikaner för en inhuman välfärdspolitik
- Alltså bör vi inte stödja Republikanska föreningen

(Olika betydelser av ordet "republikan")
eller
- Näringslivets verksamhet bör i högre grad präglas av humanism
- Alltså bör företag anställa fler humanister

(Olika betydelser av ordet humanist)

### Anpassning av definition/ad hoc
Man kan också begå argumentationsfel genom att godtyckligt anpassa en definition för att uppfylla tesen. Man gör således en ad hoc-definition (ad hoc betyder till detta ändamål). Besläktat med cirkelargument och ad hoc-teorier.
Exempel:
- A: Alla feminister är socialister.
- B: Men Birgitta Ohlsson är väl inte socialist?
- A: Nej, men hon är ingen riktig feminist.

Eller: 
- A: Allt är relativt.
- B: Är den meningen relativ?
- A: Nej, men allt annat är relativt.

Se även ingen sann skotte.

### Svag liknelse
Att använda en bristande liknelse eller att förväxla liknelse med verklighet.
Exempel:
- Jorden är som en kvinna, och industriell exploatering är som våldtäkt.
- Våldtäkt på kvinnor är fel.
- Alltså är exploatering av jorden fel.

- A liknar B
- B har egenskapen x
- Alltså har A egenskapen x

### Cirkelargumentation
När argumenten bildar en cirkel. Felet är slutsatsen att alla argumenten i cirkeln är sanna. (Den korrekta slutsatsen vore att alla argumenten i cirkeln är ekvivalenta, det vill säga antingen är alla sanna eller så är alla falska.)
- A implicerar B och B implicerar A.
- Alltså är både A och B sanna.
- Jorden kommer att gå under år XXXX eftersom det står i den här boken.
- Den här boken är sann eftersom den korrekt anger jordens undergång till år XXXX.
- Definitionen av Gud är att han är allsmäktig.
- Man kan bara vara allsmäktig om man existerar.
- Alltså existerar Gud.
- Alla tjänar på lag x, alltså tjänar alla på att debatten om lag x lägger sig, detta eftersom alla tjänar på lag x.

- Han säger att han inte tagit skada av att han fick stryk i sin barndom – men han slår ju själv sina barn!

### Ledande fråga/presupposition/komplex fråga
En fråga som innehåller ett antagande som inte nödvändigtvis stämmer.
Exempel:
- Har du slutat att slå din fru?
- Är du dum eller spelar du?
- Erkänner du att du stal cykeln?

(Kan även definieras som en fråga där, vare sig man svarar ja eller nej, så svarar man "fel" – även känt som en retorisk rävsax.)

### Martyrargument
Känslomässiga argument som pekar på det orättvisa i den andras argument och som syftar till att väcka medkänsla och medhåll från andra debattörer mot den gemensamma fienden.
Exempel:
- Jag tänker inte besvara dina argument eftersom jag blir upprörd och nedslagen över ditt sätt att debattera.

### Tystnadsargument
Att helt enkelt undvika att svara på frågor och hoppas att stormen blåser över.
Exempel:
- Zzzz...
- Om man förhalar ett ärende tillräckligt länge, blir det inaktuellt, och då slipper man svara.

### Argumentum ad nauseam
Någonting antas vara sant för att det har upprepats tillräckligt många gånger, ibland av flera olika personer och tills ingen längre orkar säga emot.
Exempel:
- Gud finns.
- Gud finns.
- Gud finns.
- Alltså finns Gud.

### Tautologi
Ett förvisso sant men innehållslöst påstående som används i syfte att antyda vad man menar i stället för att direkt säga det
- Ett bedrägeri är ett bedrägeri

### Wall of text
En argumentationsteknik som blivit vanlig i diskussioner på internet är "wall of text" (textvägg), som innebär att man klistrar in mycket stora mängder text från andra källor som stöd för sin sak. Inte sällan är informationen oredigerad och delvis irrelevant. Närbesläktat är "info dump" (informationsdumpning) som inte måste handla om text, utan kan vara information i vilken form som helst, till exempel länkar till videor, bilder, poddar, med mera. 
Argumentationsfelet består i att den som gör detta inte vill diskutera vidare innan motparten har tagit sig igenom allt material som klistrats in eller länkats, och därmed anser sig ha "vunnit" diskussionen om motparten inte vill göra detta.

### Önsketänkande
Fallasin önsketänkande begås när man hävdar att ett påstående är sant eller falskt därför att det är önskvärt att det är sant eller falskt. Huruvida det är önskvärt att ett påstående är sant eller falskt säger ingenting om huruvida det är sant eller falskt och saknar därför relevans. Detta förutsatt att man anammar en korrespondensteoretisk sanningssyn.[källa behövs]
Exempel:
A: Menar du verkligen att det finns ett liv efter detta?
B: Absolut! För endast om det finns ett liv efter detta kan vi se fram emot att onda människor bestraffas och goda människor belönas efter förtjänst.